# Capilla de los Huesos (Faro)
Véase también la Capilla de los huesos en Evora.
La Capilla de los Huesos (en portugués: Capela dos Ossos) es un osario en Faro (Portugal) que pertenece a la Iglesia del Carmen.
Encima de la puerta hay una inscripción que dice:
Pára aquí a considerar que a este estado hás-de chegar
La capilla fue inaugurada en el año 1816 y está construida de los huesos de más de 1.000 frailes carmelitas. Está ubicada detrás de la iglesia y contiene 1245 calaveras.